# Dorfkirche Ritzleben

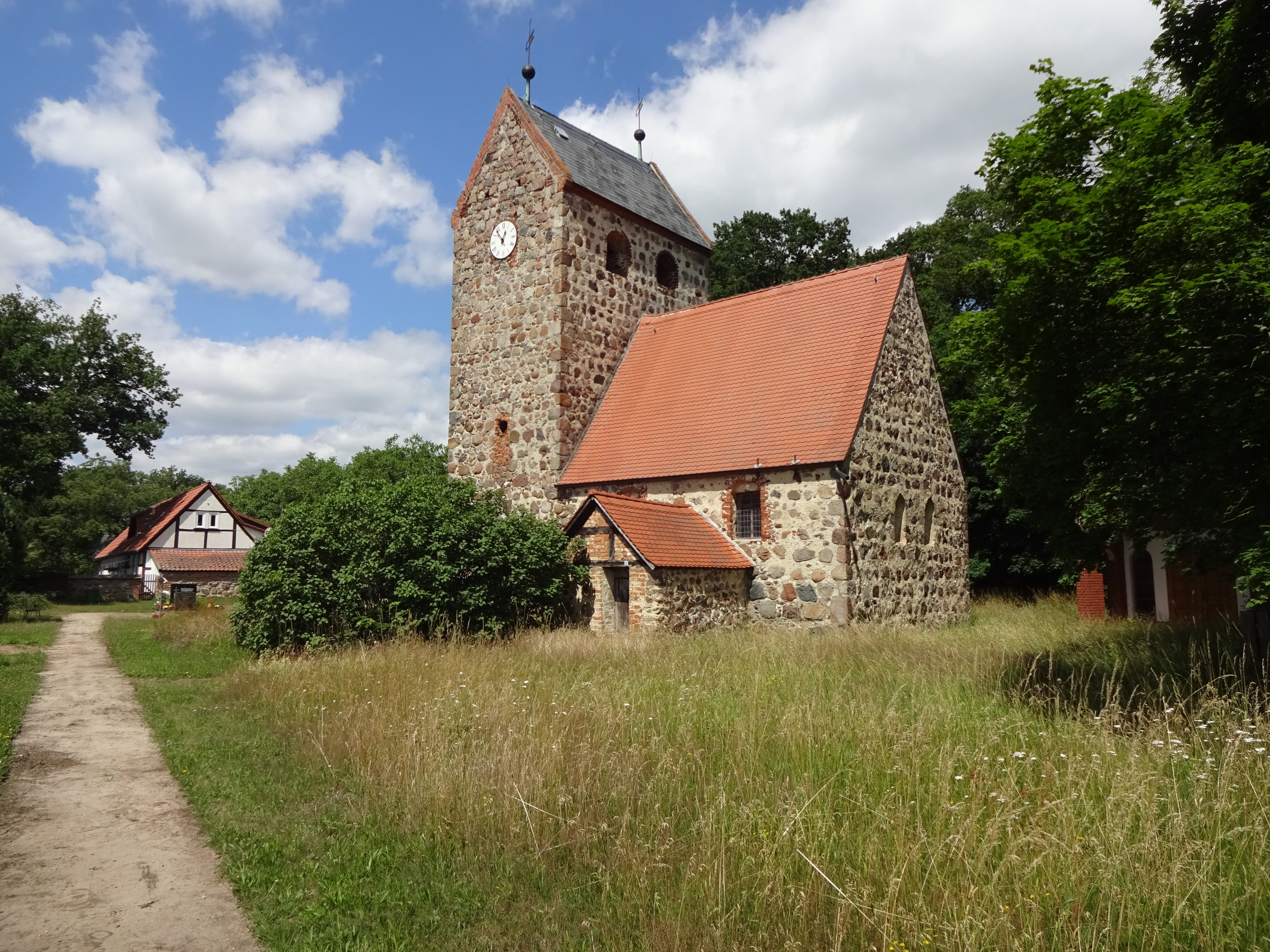
Dorfkirche Ritzleben

Die evangelische Dorfkirche Ritzleben ist eine romanische Saalkirche im Ortsteil Ritzleben von Arendsee (Altmark) im Altmarkkreis Salzwedel in Sachsen-Anhalt. Sie gehört zum Pfarrbereich Fleetmark-Jeetze im Kirchenkreis Salzwedel der Evangelischen Kirche in Mitteldeutschland.

## Geschichte und Architektur
Die kleine Saalkirche aus Feldsteinmauerwerk mit Westquerturm stammt aus der Mitte des 13. Jahrhunderts. Genauere Datierungen des aus sehr weitringigem Fichtenholz gezimmerten Dachstuhls wurden bisher nicht durchgeführt. Die inmitten des Friedhofs gelegene Kirche ist ein annähernd quadratischer Saal mit gleichbreitem querrechteckigem Westturm, der erheblich höher als der Saal ist; der Turm war ehemals nur über einen erhöhten Zugang erreichbar. Knapp unterhalb des Dachfirsts ist am Turm eine horizontale Baunaht erkennbar. Auch in Höhe des Schiffes ist ein Bauabschnittsende zu vermuten. Das Bauwerk ist in regelmäßigem, lagig versetztem Feldsteinmauerwerk ausgeführt. Oberhalb der Baunaht am Turm kommt auch kleinteiliges Füllmauerwerk vor. An der Südseite ist eine fensterlose niedrige Vorhalle in unregelmäßigem Feldstein angebaut. An der östlichen Nordseite sind Brandschäden in Form von Mauerwerksabplatzungen erkennbar.
An der Kirche sind umfangreiche Reste eines Fugennetzputzes erhalten, die an der Ostseite, im östlichen Bereich der Nordseite und hinter dem Anbau auf der Südseite erkennbar sind. Das Innere der Kirche ist flachgedeckt. Zum Turm führt ein breiter Rundbogen, der später zugesetzt wurde. Das Turmuntergeschoss ist mit einem Tonnengewölbe geschlossen.
Im Innern sind beachtliche Reste von Wandmalereien aus dem Mittelalter in zwei Registern zu sehen, die 1963 freigelegt wurden und allerdings nur noch teilweise lesbar sind. Sie zeigen eine Kreuztragung an der unteren Nordseite, darüber zwei Szenen aus dem Alten Testament: das Opfer von Kain und Abel und den Brudermord von Kain an Abel. Das nördliche Bild der unteren Ostseite zeigt vermutlich die Gregorsmesse.
Ein spitzbogiges Kirchhofportal in Backstein stammt wohl aus dem 15. Jahrhundert. Die Kirche steht unter Denkmalschutz und ist als Baudenkmal mit der Erfassungsnummer 094 05849 im Denkmalverzeichnis von Sachsen-Anhalt registriert.

## Ausstattung
Mittelalterliche Ausstattungsstücke sind nicht erhalten; der Altarstipes stammt aus dem 20. Jahrhundert. Die Westempore ist auf das Jahr 1682 datiert und besteht möglicherweise aus älteren Teilen. Der Kanzelkorb ist ein Werk des 17. Jahrhunderts. Ein schlichter neuromanischer Orgelprospekt stammt wohl aus dem 19. Jahrhundert. Von den ehemaligen mittelalterlichen Glocken ist nach der Ablieferung im Jahr 1917 nichts erhalten; sie wurden durch ein Stahlglockengeläut aus dem Jahr 1919 ersetzt.